# Hermann von Arnim
Pour les articles homonymes, voir Famille Arnim et Arnim (homonymie).
Heinrich Hermann baron von Arnim (né le 6 juin 1802 à Milmersdorf et mort le 3 mai 1875 dans la même ville) est un propriétaire de manoir prussien, fonctionnaire administratif et député de la chambre des représentants de Prusse.

## Origine
Ses parents sont August Abraham von Arnim (né le 6 avril 1753 et mort le 2 février 1809) et sa femme Magdalena Eleonore Margarete Louise von Holstein (née le 24 juillet 1778 et morte le 19 décembre 1849).

## Biographie
Hermann von Arnim étudie à l'Université Robert-Charles de Heidelberg. En 1822, il devient membre du Corps Saxo-Borussia Heidelberg. Il devient propriétaire du manoir de Milmersdorf et député de l'arrondissement de Templin, dont il est l'administrateur en 1867.
De 1866 à 1870, Arnim siège à la Chambre des représentants de Prusse pour la 2e circonscription de Potsdam (Ruppin, Templin) en tant que membre de la faction conservatrice pendant deux législatures.

## Famille
Il se marie le 17 avril 1827 avec Eva Franziska Auguste von Schmalensee (de) (née le 13 juillet 1808 et morte le 29 avril 1837), fille unique du général de division prussien Ludwig Dietrich Karl von Schmalensee (de). Le couple a plusieurs enfants :
- Hélène Luise Johanna Natalie (née le 13 mars 1828 et morte en 1908) mariée avec Alexander von Salviati (né le 9 février 1827 et mort le 22 février 1881), lieutenant général prussien
- Rudolf Hermann (né le 12 mai 1829)
- Agnès Marie Adelheid Auguste (1831-1835)
- Hermann Richard (né le 26. janvier 1833 et mort le 17 septembre 1898), conseiller principale du gouvernement marié avec Wilhelmine Auguste Therese Helene von Arnim (née le 19 mars 1836)
- Auguste Adelheid Johanna (née le 18 décembre 1836 et morte le 30 mai 1929) mariée en 1857 avec Friedrich Wilhelm Georg Ferdinand von Arnim (né le 16 octobre 1832 et mort le 24 août 1876), parents de Hans von Arnim
- August Ludwig Abraham (1840–1842)